# العاب الزهور

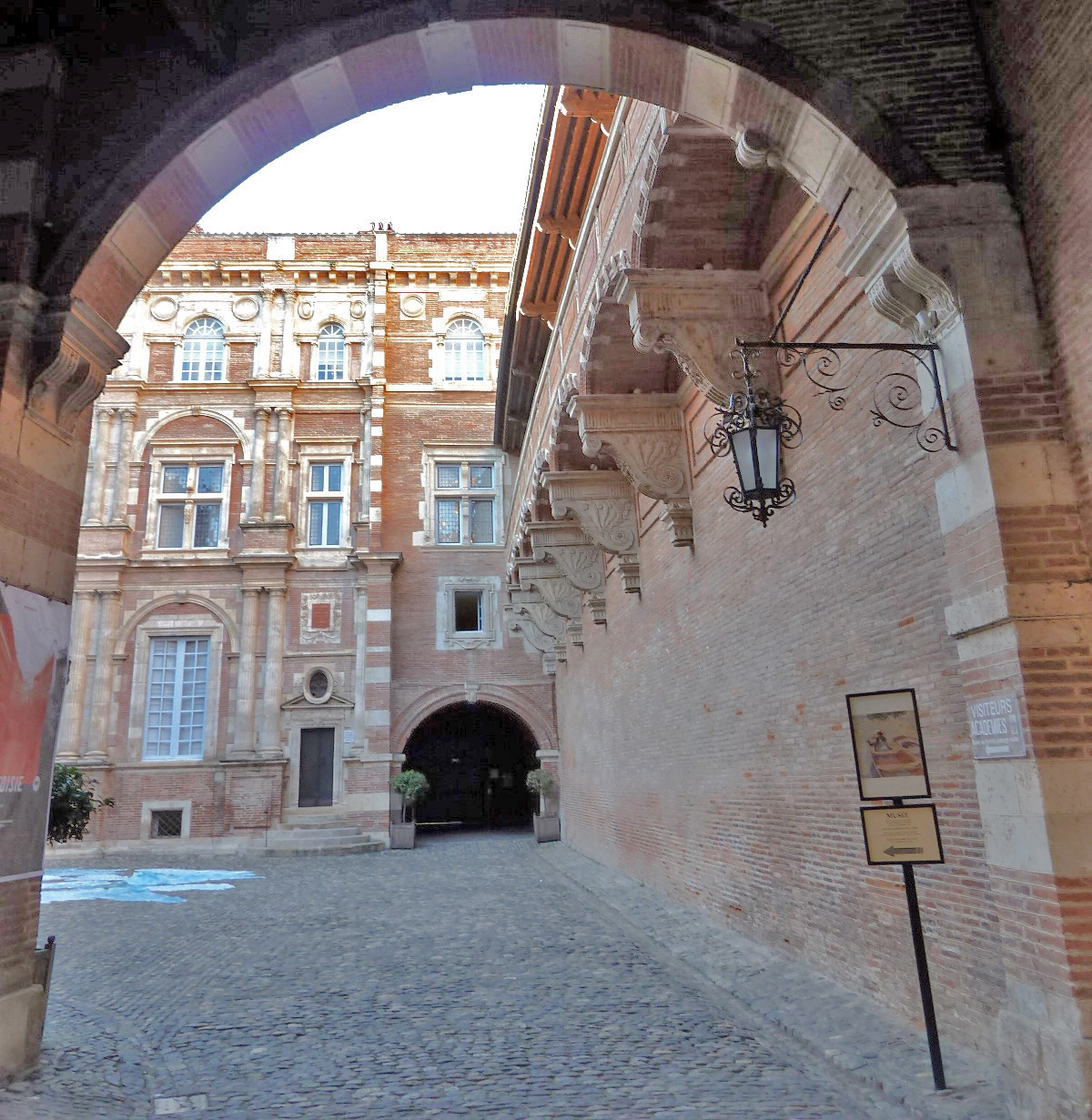
فندق Hôtel d'Assézat (القرن السادس عشر) هو مقر الألعاب الزهرية في تولوز.

ألعاب الأزهار كانت عبارة عن سلسلة من المسابقات الشعرية ذات الصلة التاريخية بجوائز الأزهار. في اللغة الأكستانية، لغتهم الأصلية، والكتالونية، يُعرفون باسم زهور جوكس (Jocs Florals)النطق الكتالاني : [ˈʒɔks fluˈɾals]، بلنسية: [ˈdʒɔks floˈɾals]، الأوكيتانية الحديثة: Jòcs Florals [ ˈdʒɔks ].  في الفرنسية أصبحوا Jeux floraux، وفي لغة الباسك لور جوكوك. قد تكون المسابقات الأصلية مستوحاة من فلوراليا الرومانية ( لودي فلوريالز ) التي أقيمت تكريما لاسطورة فلورا.

## تولوز
أقيمت ألعاب الازهار الأصلية للتروبادور من قبل Consistori del Gay Saber في تولوز، سنويًا اعتبارًا من عام 1324، تقليديًا في الأول من مايو. ويعتبر أقدم مجتمع أدبي في أوروبا. سيحصل أحد المتسابقين على وسام فيوليتا دور، البنفسجي الذهبي، للقصيدة التي حُكم عليها بأنها الأفضل. وكانت الجائزة الثانية عبارة عن وردة برية فضية ( إيجلانتينا )، وكانت الجوائز الأخرى، الممنوحة لأشكال شعرية معينة، زهرية بالمثل. مُنحت الجائزة الأولى في 3 مايو 1324 إلى أرنو فيدال دي كاستيلنو داري عن صفارات الإنذار في مدح مريم العذراء. أقيمت المسابقات بشكل متقطع حتى عام 1484، عندما مُنحت الجائزة الأخيرة لأرنوت برنارت دي تاراسكون. من هذه الفترة البالغة 160 عامًا، بقي الرقم القياسي لحوالي مائة جائزة. تم الحكم على هذه المسابقات وفقًا لـ Leys d'amor، وهي أطروحة نحوية وأدبية عن الشعر الأوكيتاني.